# يوجين فاريل
يوجين فاريل (بالإنجليزية: Eugene Farrell)‏ هو عداء سريع أيرلندي، ولد في 21 أبريل 1973.

## وصلات خارجية
- يوجين فاريل على موقع الاتحاد الدولي لألعاب القوى (الإنجليزية)
- يوجين فاريل على موقع أوليمبيديا (الإنجليزية)